# 12579 Ceva
12579 Ceva eller 1999 RA28 är en asteroid i huvudbältet som upptäcktes den 5 september 1999 av San Vittore-observatoriet i Bologna. Den är uppkallad efter matematikerna Giovanni och Tommaso Ceva.
Asteroiden har en diameter på ungefär 7 kilometer.